# Hystrix patula
Hystrix patula là một loài thực vật có hoa trong họ Hòa thảo. Loài này được Moench mô tả khoa học đầu tiên năm 1794.